# Patrick Galliou
Patrick Galliou, né le 14 août 1947 à Saint-Mandé (Val-de-Marne) est un historien français. Professeur agrégé d’anglais et titulaire de deux doctorats en anglais et en histoire ancienne, Patrick Galliou est un spécialiste du monde celte.

## Biographie
Patrick Galliou est né le 14 août 1947. Il vit à Brest depuis 1952.
Élève de l'école de la Communauté, à Recouvrance, puis des lycées Annexe de Saint-Pierre et Kérichen, il fit des études d'anglais aux universités de Bretagne occidentale et de Rennes, et d'histoire ancienne à l'École pratique des hautes études (Paris) et fut assistant de français à la Buxton Grammar School (Derbyshire, G.-B) (1966-1967). Agrégé d'anglais (1970), il commença sa carrière d'enseignant au lycée de l'Harteloire, à Brest (1971-1972) avant d'être recruté, en 1972, à l'université de Bretagne occidentale, où il fit le reste de sa carrière, devenant professeur émérite à sa retraite, en 2007.
Titulaire de deux doctorats, d'anglais (Université de Bretagne occidentale) et d'histoire ancienne (Université de Paris-IV Sorbonne) et d'une HDR (Habilitation à diriger des recherches), il a participé à de nombreuses fouilles dans l'Ouest de la Bretagne et publié plus de sept cent cinquante articles et ouvrages, dont la correspondance entre G.-B. Shaw et Augustin Hamon, son traducteur français. Ancien président de la Société d'études de Brest et du Léon (1995-2012) et de la Société archéologique du Finistère (2005-2017). Il fait partie du Centre de recherche bretonne et celtique (UBO), et a fait partie du comité de rédaction d'Études celtiques (CNRS) et de celui de la Société d'histoire et d'archéologie de Bretagne. Il est fellow de la Society of Antiquaries of London et officier des Palmes académiques.
Patrick Galliou est un des principaux collaborateurs de l'Encyclopédie de la Bretagne.

## Distinctions
- Officier de l'ordre des Palmes académiques

## Publications

### Ouvrages
- Les Amphores tardo-républicaines découvertes dans l'Ouest de la France et les importations de vins italiens à la fin de l'Âge du Fer, Brest, Éditions Archéologie en Bretagne, 1982, 118 p. (ISBN 2-903399-05-2) édité erroné, publié avec une subvention du Ministère de la Culture.
- L'Armorique romaine, Brasparts, Les Bibliophiles de Bretagne, 1983, 310 p.  (ISBN 2-904582-00-2), prix du Grand Ouest 1983, décerné par l'Association des Écrivains de l'Ouest et prix Toutain-Blanchet décerné par l'Académie des Inscriptions et Belles-Lettres.
- Les Tombes romaines d'Armorique: essai de sociologie et d'économie de la mort, Paris, Éditions de la Maison des sciences de l'homme, 1989, 208 p. (ISBN 2735102920 et 978-2735102921) édité erroné.
- Carte archéologique de la Gaule: Le Finistère, Paris, Éditions de l'Académie des Inscriptions et Belles-Lettres, 1989, 230 p.  (ISBN 2-87754-006-5).
- Colette Caraes, Patrick Galliou (dir.), Aspects de l'Italie dans la littérature de langue anglaise. Mélanges à la mémoire de Joseph Le Guern, Brest, Université de Bretagne Occidentale, 1990, 189 p.
- Patrick Galliou, Michael Jones, The Bretons, Basil Blackwell, Oxford (UK) & Cambridge (USA), 334 p.  (ISBN 0-631-16406-5) - Édition américaine: Book of the Month Club USA, 1991. - Édition française: Les Anciens Bretons, Armand Colin, Paris, 1993  (ISBN 2-200-21138-4) - Édition italienne: I Bretoni, Eschig, Genova, 1997 - Édition tchèque: Bretonci, Praha, Nakladatelstvi Lidove Noviny, 1998.
- La Bretagne romaine : de l'Armorique à la Bretagne, Paris, Éditions J.-P. Gisserot, 1991, 127 p.
- Yvon Tosser, Patrick Galliou (dir.), Miroirs de la femme dans la littérature d'expression anglaise. Mélanges offerts à Colette Caraës, Brest, Université de Bretagne Occidentale, 1992, 222 p.  (ISBN 2-901737-11-0).
- Le Monde celtique, Paris, Éditions J.-P. Gisserot, 1994, 128 p.  (ISBN 2-87747-079-2) (nouvelle édition : 2017).
- Maurice Haslé, Patrick Galliou,  Lexique multilingue de la Préhistoire, Brest, E.R.L.A., 1995, 126 p.  (ISBN 2-908-195-070).
- Patrick Galliou, David Banks (dir),  Apples of Gold. En mémoire de Daniel Le Gall, Brest, Université de Bretagne Occidentale, 2000, 202 p.  (ISBN 2-9511409-2-4).
- George Bernard Shaw et Augustin Hamon. Les premiers temps d’une correspondance (1893-1913), Lille, Presses Universitaires du Septentrion, 2000, 4 vol., 1 751 p.  (ISBN 2-284-01946-3).
- Le Mur d’Hadrien, ultime frontière de l’Empire romain, Crozon, Éditions Armeline, 2001, 160 p.  (ISBN 2-910878-12-0).
- Barry Cunliffe, Patrick Galliou, Kult der Kelten, Stuttgart, Reader’s Digest, 2002, 192 p.  (ISBN 3-89915-076-7) – Les Celtes, conquérants de l’Europe, Paris, Reader’s Digest, 2003, 192 p.  (ISBN 2-7098-1384-X).
- Catherine Bizien-Jaglin, Patrick Galliou, Hervé Kerébel, Carte archéologique de la Gaule : Les Côtes-d’Armor, Paris, Académie des Inscriptions et Belles-Lettres, Ministère de l'Éducation Nationale, Ministère de la Recherche, Ministère de la Culture et de la Communication, Maison des Sciences de l’Homme, Paris, 2003, 406 p.  (ISBN 2-87754-080-4).
- Barry Cunliffe, Patrick Galliou et collabs., Les fouilles du Yaudet en Ploulec’h, Côtes-d’Armor. vol. 1 : Le site : Le Yaudet dans l’histoire et la légende, Oxford, Oxford University School of Archaeology (Monograph 58), 2004, 301 p.  (ISBN 0-947816-59-3).
- Britannia. Histoire et civilisation de la Grande-Bretagne romaine, Ier – Ve siècles apr. J.-C., Paris, Éditions Errance, 2004, 176 p.  (ISBN 2-87772-282-1).
- L’Armorique romaine (nouvelle édition mise à jour et augmentée), Brest, Éditions Armeline, 2005, 415 p.  (ISBN 2-910878-28-7).
- Barry Cunliffe, Patrick Galliou et collabs., Les fouilles du Yaudet en Ploulec’h, Côtes-d’Armor. vol. 2 : Le site : De la Préhistoire à la fin de l’Empire gaulois, Oxford, Oxford University School of Archaeology (Monograph 63), 2005, 390 p.  (ISBN 0-9549627-0-2).
- Annick Cossic, Patrick Galliou (dir.),  Spas in Britain and in France in the Eighteenth and Nineteenth Centuries, Newcastle-upon-Tyne, Cambridge Scholars Press, 2006, 521 p.,  (ISBN 1904303722).
- Barry Cunliffe, Patrick Galliou et collabs., Les fouilles du Yaudet en Ploulec’h, Côtes-d’Armor. vol. 3 : Le site : Du quatrième siècle apr. J.-C. à aujourd’hui, Oxford, Oxford University School of Archaeology, 2007 (Monograph 65), 207 p.  (ISBN 978-0-9549627-2-2).
- Histoire de Brest, Éditions J.-P. Gisserot, Paris, 2007, 125 p.  (ISBN 978-2-8774795-0-9).
- Patrick Galliou (sous le pseudonyme de Nicolas Péger), Pas de quatre, Brest, Auteur, 2007, 139 p.
- Patrick Galliou, Guy Le Moigne (dir.),  A Handful of Gold. Mélanges offerts au Professeur Yvon Tosser, Brest, Ceima, 2008, 230 p.
- Olivier Coquelin, Patrick Galliou, Thierry Robin (dir.), Political Ideology in Ireland, from the Enlightenment to the Present, Newcastle-upon-Tyne, Cambridge Scholars Press, 2009, 351 p.  (ISBN 1-4438-0528-9).
- Patrick Galliou et alii, Carte archéologique de la Gaule : Le Morbihan, Paris, Académie des Inscriptions et Belles-Lettres, Ministère de l’Éducation Nationale, Ministère de la Recherche, Ministère de la Culture et de la Communication, Maison des Sciences de l’Homme, 2009, 445 p.  (ISBN 978-2-87754-238-8).
- Carte archéologique de la Gaule : Le Finistère (nouvelle édition revue et augmentée), Paris, Académie des Inscriptions et Belles-Lettres, Ministère de l’Éducation Nationale, Ministère de la Recherche, Ministère de la Culture et de la Communication, Maison des Sciences de l’Homme, 2010, 495 p.  (ISBN 978-2-87754-251-7).
- La Bretagne d'Arthur. Bretons et Saxons des siècles obscurs, Clermont-Ferrand, LEMME Éditions, 2011, 102 p. et 16 planches couleur  (ISBN 978-2-917575-20-8).
- Arma virumque. Les coalisés armoricains face à César (57-56 av. J.-C.), Clermont-Ferrand, LEMME Éditions, 2011, 102 p. et 16 planches couleur  (ISBN 978-2-917575-22-2).
- L'Archéologie, Paris, Éditions Jean-Paul Gisserot, 2011, 126 p.  (ISBN 978-2- 7558-0246-7)
- Augustin Hamon. Mémoires d'un en-dehors. Les années parisiennes (1890-1903).Texte établi et annoté par Patrick Galliou, Brest, Centre de recherche bretonne et celtique, 2013, 602 p.  (ISBN 979-1-09-233101-1)
- L'Armorique et la mer, dans La Bretagne et la mer, vol. 6 de l'Encyclopédie de la Bretagne, 2013  (ISBN 978-2-3612-5000-3)
- Correspondance George Bernard Shaw – Augustin Hamon. II. Les Années médianes (1914-1925). Texte établi et annoté par Patrick Galliou, Brest, Centre de recherche bretonne et celtique, 2014, 509 p.  (ISBN 979-1-09-233109-7)
- Les Osismes, peuple de l'Occident gaulois, Spézet, Coop Breizh, 2014, 488 p.  (ISBN 978-2-84346-669-4)
- Patrick Galliou, Jean-Michel Simon, Le Castellum de Brest et la défense de la péninsule armoricaine au cours de l'Antiquité tardive, Rennes, Presses universitaires de Rennes, 2015, 220 p.  (ISSN 1761-8754)
- Correspondance George Bernard Shaw – Augustin Hamon. III. Le Bout du chemin (1926-1950). Texte établi et annoté par Patrick Galliou, Brest, Centre de recherche bretonne et celtique, 2015, 797 p.  (ISBN 979-10-92331-18-9)
- Barry Cunliffe, Patrick Galliou, Le Yaudet en Ploulec'h, Côtes-d'Armor. Archéologie d'une agglomération (IIe siècle av. J.-C. - XXe siècle apr. J.-C.), Rennes, Presses universitaires de Rennes / Société d'émulation des Côtes-d'Armor, 2015, 227 p.  (ISBN 978-2-7535-4174-0)
- Guide de l'Armorique romaine, Spézet, Coop Breizh, 2015, 175 p.  (ISBN 978-2-84346-738-7)
- Les Vénètes d'Armorique, Spézet, Coop Breizh, 2017, 575 p.  (ISBN 978-2-84346-797-4)
- La Bretagne celtique, Paris, Éditions Jean-Paul Gisserot, 2017, 127 p.  (ISBN 978-2-755 807400)
- La terre et les hommes, Le monde clos, défenses et fortifications, Les Dieux et les morts, La route de l'étain, L'Armorique celtique, dans Histoire de Bretagne - De l'âge de fer aux invasions scandinaves, vol. 2 de l'Encyclopédie de la Bretagne, 2015  (ISBN 978-2-3612-5002-7)
- Guide de l’Armorique celtique, Spézet, Coop Breizh, 2021, 135 p.  (ISBN 978-2-84346-854-4)
- Rome et l’impossible conquête de l’Écosse, Ier – IVe siècles apr. J.-C., Clermont-Ferrand, Lemme Édit, 2022, 118 p., 8 pl. couleur  (ISBN 978-2-492818-04-2)
- Les Vénètes, peuple d’Armorique, Vannes, Institut Culturel de Bretagne, 2022, 54 p.  (ISBN 978-2-86822-132-2).
- Les Osismes, peuple maritime d'Occident, Vannes, Institut Culturel de Bretagne, 2023, 42 p.  (ISBN 9782868221377)
- Gaulois et gallo-romains du Cap-Sizun, Audierne, Association Culture et Patrimoine, 2024, 84 p.  (ISBN 978-2-9587812-1-7).

## Participation ouvrages collectifs
- Bernard Tanguy (dir.), Tanguy Daniel, Patrick Galliou, Sean McGrail, Alan Lane et François Kerlouégan (photogr. J. Feutren), Sur les pas de Paul Aurélien : Colloque international Saint-Pol-de-Léon organisé par le Centre de recherche bretonne et celtique de l'université de Bretagne occidentale (Actes réunis et publiés par Bernard Tanguy et Tanguy Daniel), Brest/Quimper, Centre de recherche bretonne et celtique/Société d'archéologie du Finistère, 1997, 123 p. (ISBN 2-906790-02-8, lire en ligne [PDF]).
- Et 80 autres publications.

## Traductions
- Barry Cunliffe, Les Celtes, Paris, Éditions Errance, 2001, 336 p.  (ISBN 2-87772-203-1).
- Glenville Astill, Wendy Davies, Un paysage breton. De l’archéologie à l’histoire dans le Sud de la Haute-Bretagne, Saint-Malo, Centre régional archéologique d’Alet, 2001, 214 p.  (ISSN 0399-6662).
- Ruth et Vincent Megaw, Art de la Celtique, VIIe siècle av. J.-C. – VIIIe siècle apr. J.-C., Paris, Éditions Errance, 2005, 276 p.  (ISBN 2-87772-305-4).
- Barry Raftery, L’Irlande celtique, avant l’ère chrétienne Paris, Éditions Errance, 2006, 224 p.  (ISBN 2-87772-320-8).
- John Bell Henneman, Olivier de Clisson et la société politique française sous les règnes de Charles V et Charles VI, Rennes, Presses Universitaires de Rennes/Société d'histoire et d'archéologie de Bretagne, 2011, 352 p.  (ISBN 978-2-7535-1430-0).
- Sharif Gemie, La Nation invisible : Bretagne, 1750-1950, Spézet, Coop Breizh, 2013, 336 p.  (ISBN 978-2-84346-585-7)
- Caroline Ford, De la province à la nation. Religion et identité politique en Bretagne, Presses universitaires de Rennes, 2018, 280 p.  (ISBN 978-2-7535-7474-8).
- Sanjay Subrahmanyam, Faut-il universaliser l’histoire ? Paris, CNRS Éditions, 2020, 133 p.  (ISBN 978-2-271-12510-1)
- Gwyn Meirion-Jones, Michael Jones et al., Le château du Bois-Orcan en Noyal-sur-Vilaine, Rennes, Société archéologique et historique d'Ille-et-Vilaine, 2021, 89 p.
- Patrick Galliou, Irène Jami (Trad.), Kapil Raj, Science moderne, science globale : circulation et construction des savoirs entre Asie du Sud et Europe, 1650-1900, Turnhout, Brepols, 2021, 248 p.  (ISBN 978-2-503-58803-2)
- Barry Cunliffe, Prendre la mer. La Méditerranée et l'Atlantique de la préhistoire à 1500, Paris, Nouveau Monde Editions, 2024, 654 p. (ISBN 9782380943160)
- Jonathan Dewald, La famille Rohan, 1550-1715. Statut, pouvoir et identité dans la France du début de l'époque moderne, Rennes, Presses universitaires de Rennes, 2025, 279 p.  (ISBN 978-2-7535-9591-0).